# Endomia multipunctata
Endomia multipunctata es una especie de coleóptero de la familia Anthicidae.

## Distribución geográfica
Habita en Etiopía.